# Miguel Ferrer
Miguel José Ferrer (7 de febrer de 1955 - 19 de gener de 2017) va ser un actor nord-americà. El seu paper innovador va ser el de Bob Morton a la pel·lícula RoboCop de 1987. Altres papers cinematogràfics inclouen Quigley a Blank Check (1994), Harbinger a Hot Shots! Part Deux (1993), Shan Yu a Mulan (1998), Eduardo Ruiz a Traffic (2000) i el vicepresident Rodríguez a Iron Man 3 (2013). Els papers televisius destacats de Ferrer inclouen l'agent de l'FBI Albert Rosenfield a Twin Peaks (1990–1991, 2017), Tarakudo a Jackie Chan Adventures (2000–2005), el Dr. Garret Macy a Crossing Jordan (2001–2007) i l'assistent del director de l'NCIS Owen Granger a NCIS: Los Angeles (2012–2017).

## Biografia
Ferrer va néixer el 7 de febrer de 1955 a Santa Mònica, Califòrnia, el més gran de cinc fills de l'actor porto- riqueny José Ferrer i la cantant Rosemary Clooney, d'ascendència anglesa, irlandesa i alemanya. Els germans de Ferrer eren les germanes Maria i Monsita, i els germans Gabriel (més tard marit de la cantant Debby Boone) i l'actor Rafael. També va tenir una germana gran, Letty (Leticia) Ferrer, del matrimoni anterior del seu pare José amb Uta Hagen . Era cosí de l'actor George Clooney i nebot del periodista Nick Clooney . Ferrer es va criar a Hollywood i Beverly Hills i va assistir a Beverly Hills High School . Quan era adolescent, els seus interessos van tendir cap a la música; va tocar la bateria a Two Sides of the Moon de Keith Moon. Després de l'institut, Ferrer va estudiar interpretació al Beverly Hills Playhouse.

## Carrera
L'amic de Ferrer, Bill Mumy, el va posar com a bateria a la sèrie Sunshine, el seu primer paper televisiu. Ferrer també va ser el company de banda de Mumy a Seduction of the Innocent, una banda que també estava formada per Steve Leialoha i Max Allan Collins. Compartint l'amor pels còmics, Ferrer i Mumy van co-crear Comet Man i Trypto the Acid Dog, a més de co-escriure la novel·la gràfica de Marvel The Dreamwalker.
Ferrer va començar la seva carrera com a actor a principis dels anys vuitanta, fent aparicions com a convidat a la televisió episòdica. Va interpretar la versió més jove del personatge del seu pare a Magnum, PI el 1981. El 1983, li van donar un petit paper com a cambrer a The Man Who Wasn't There . També va tenir un paper menor a Star Trek III: The Search for Spock (1984) com a oficial de timó de l' USS Excelsior . El 1984, va dirigir l'obra de Mark Medoff "When Ya Coming Back, Red Ryder?" al Coconut Grove Playhouse de Miami, Florida. Va tenir un paper important a la pel·lícula d'acció RoboCop de 1987 com a executiu corporatiu Bob Morton, el jove i ambiciós executiu d'Omni Consumer Products' Security Concepts i líder del projecte del programa RoboCop. Els papers posteriors notables de Ferrer inclouen un motorista sinistre a Valentino Returns, un enginyer excessivament entusiasmat a DeepStar Six (1989), un vigilant enginyós a Revenge (1990), el comandant Arvid Harbinger a la comèdia Hot Shots! Part Deux (1993), Lloyd Henreid a la minisèrie de Stephen King The Stand (1994) i un informador de drogues a Traffic (2000). De tant en tant també va prendre parts principals, com ara The Harvest i The Night Flier .
A principis de la dècada de 1990, Ferrer va aparèixer en tres sèries de televisió simultàniament: com DA Todd Spurrier a Shannon's Deal (1989–1991), com a policia cajun Beau Jack Bowman a Broken Badges (1990–1991) i com a forense de l'FBI cínic i enginyós. l'especialista Albert Rosenfield a Twin Peaks (1990–91). Ferrer va repetir el paper de Rosenfield a la pel·lícula Twin Peaks: Fire Walk with Me (1992). Ferrer va interpretar un súper vilà anomenat "The Weatherman" al fallit pilot de televisió de 1997, Justice League of America . Més tard el mateix any, va proporcionar la veu d'un personatge similar, el Mag del temps, a l'episodi "Speed Demons" de Superman: The Animated Series . El 1999, Ferrer va donar la veu a Aquaman en un altre episodi de Superman: animat, "A Fish Story". El mateix any, a la 41a edició dels premis Grammy, Ferrer va ser nominat com a "Millor àlbum de paraules parlades per a nens" a The Lion King II de Disney, "Simba's Pride Read-Along". També va ser el protagonista del videoclip de la banda de rock nord-americana Toto per a la cançó " I Will Remember ", apareixent al costat de l'actor Edward James Olmos.
Ferrer va tornar a interpretar un metge forense a la pantalla petita, el Dr. Garret Macy, a la sèrie de televisió criminal/dramàtica Crossing Jordan (2001–07). L'agost de 2003, Ferrer va debutar a l'escenari a Nova York a la producció fora de Broadway de The Exonerated. L'any 2004, Ferrer va actuar com la veu del líder heretge al videojoc Halo 2 . Ferrer va fer papers de veu en off a la sèrie de televisió Robot Chicken (2006) i American Dad! (2007). Va interpretar a Jonas Bledsoe a la sèrie Bionic Woman de la NBC i el 2009 també va protagonitzar una altra sèrie de la NBC, Kings , com a comandant militar de Gath.
Ferrer va interpretar al tinent de policia de Los Angeles Felix Valdez al drama de procediment policial de tota la vida del 2011, The Protector . A més, el 2011, va tenir un paper de convidat de diversos episodis a l'última temporada de Desperate Housewives. Signat per a un paper recurrent a NCIS: Los Angeles com a subdirector del Servei d'Investigació Criminal Naval Owen Granger, Ferrer va ser ascendit a una sèrie habitual per a la cinquena temporada el 6 de febrer de 2013. També va aparèixer a la pel·lícula del 2013 Iron Man 3 com a vicepresident. Ferrer va repetir el seu paper d'Albert Rosenfield al revival del 2017 de Twin Peaks .

## Mort
El 19 de gener de 2017, Ferrer va morir a la seva casa de Santa Mònica per insuficiència cardíaca i complicacions de càncer de gola als 61 anys En el moment de la seva mort, Ferrer estava casat amb la productora Lori Weintraub. Va tenir dos fills i dos fillastres.

## Llegat
Miguel O'Hara, l'alter ego del superheroi de Marvel Comics Spider-Man 2099, va rebre el nom de Ferrer pel seu amic, l'escriptor Peter David, que va co-crear el personatge.
El setè episodi de la tercera temporada de Young Justice: Outsiders li va ser dedicat. Ferrer havia donat veu al personatge Vandal Savage en les dues primeres temporades. Com a resultat de la seva mort, David Kaye va assumir el paper de Ferrer com Savage, així com el seu paper de Jonathan Rook/Stretch Monster a Stretch Armstrong i els Flex Fighters.

## Filmografia

### Pel·lícula
| Any  | Títol                                                      | Rol                              | Notes                                    |
| ---- | ---------------------------------------------------------- | -------------------------------- | ---------------------------------------- |
| 1982 | Truckin' Buddy McCoy                                       | Pete                             |                                          |
| 1982 | And They Are Off                                           |                                  |                                          |
| 1983 | Heartbreaker                                               | Angel                            |                                          |
| 1983 | The Man Who Wasn't There                                   | Waiter                           |                                          |
| 1984 | Star Trek III: The Search for Spock                        | USS Excelsior helm officer       |                                          |
| 1984 | Flashpoint                                                 | Roget                            |                                          |
| 1984 | Lovelines                                                  | Dragon                           |                                          |
| 1987 | RoboCop                                                    | Bob Morton                       |                                          |
| 1989 | Deepstar Six                                               | Snyder                           |                                          |
| 1989 | Valentino Returns                                          | Sinister biker                   |                                          |
| 1990 | Revenge                                                    | Amador                           |                                          |
| 1990 | The Guardian                                               | Ralph Hess                       |                                          |
| 1992 | Twin Peaks: Fire Walk with Me                              | Albert Rosenfield                |                                          |
| 1992 | The Harvest                                                | Charlie Pope                     |                                          |
| 1993 | Cigarettes &amp; Coffee                                    | Bill                             | Short film                               |
| 1993 | Point of No Return                                         | Director Kaufman                 |                                          |
| 1993 | Hot Shots! Part Deux                                       | Commander Harbinger              |                                          |
| 1993 | Another Stakeout                                           | Tony Castellano                  |                                          |
| 1993 | It's All True: Based on an Unfinished Film by Orson Welles | Narrator                         | Veu, documentary                         |
| 1994 | Blank Check                                                | Carl Quigley                     |                                          |
| 1997 | The Disappearance of Garcia Lorca                          | Centeno                          |                                          |
| 1997 | The Night Flier                                            | Richard Dees                     |                                          |
| 1997 | Mr. Magoo                                                  | Mr. Ortega Peru                  |                                          |
| 1998 | Mulan                                                      | Shan Yu                          | Veu                                      |
| 1998 | Where's Marlowe?                                           | Joe Boone                        |                                          |
| 2000 | Traffic                                                    | Eduardo Ruiz                     |                                          |
| 2002 | Sunshine State                                             | Lester                           |                                          |
| 2004 | The Manchurian Candidate                                   | Colonel Garret                   |                                          |
| 2004 | Silver City                                                | Cliff Castleton                  |                                          |
| 2005 | The Man                                                    | Agent Peters                     |                                          |
| 2008 | Justice League: The New Frontier                           | J'onn J'onzz / Martian Manhunter | Veu, direct-to-video                     |
| 2009 | Wrong Turn at Tahoe                                        | Vincent                          |                                          |
| 2010 | Hard Ride to Hell                                          | Jefe                             |                                          |
| 2011 | This Is Not a Movie                                        |                                  | Veu                                      |
| 2011 | Beverly Hills Chihuahua 2                                  | Delgado                          | Veu, direct-to-video                     |
| 2011 | Four Assassins                                             | Eli                              |                                          |
| 2012 | Noah                                                       | Kabos                            | Veu                                      |
| 2012 | The Courier                                                | Mr. Capo                         |                                          |
| 2012 | Beverly Hills Chihuahua 3: Viva la Fiesta!                 | Delgado                          | Veu, direct-to-video                     |
| 2013 | Iron Man 3                                                 | Vice President Rodriguez         |                                          |
| 2014 | Rio 2                                                      | Big Boss                         | Veu                                      |
| 2017 | Teen Titans: The Judas Contract                            | Slade Wilson / Deathstroke       | Veu, direct-to-video; posthumous release |

### Televisió
| Any        | Títol                                             | Rol                                        | Notes                                                                                   |
| ---------- | ------------------------------------------------- | ------------------------------------------ | --------------------------------------------------------------------------------------- |
| 1981       | Magnum, P.I.                                      | Ensign Robert 'Bobby' Wickes, USN          | Episodi: "Lest We Forget"                                                               |
| 1982–85    | Trapper John, M.D.                                | Trauma Team Doctor, Dr. Austin, Darby Thud | 3 Episodis                                                                              |
| 1982       | Knight Power                                      | The Easter Bunny                           | Voice, Episode: "Easter Creeps"                                                         |
| 1983       | CHiPs                                             | Bean                                       | Episodi: "Firepower"                                                                    |
| 1984       | Cagney &amp; Lacey                                | Nunzio                                     | Episodi: "Choices"                                                                      |
| 1984       | Hill Street Blues                                 | Carlos                                     | Episodi: "Ewe and Me, Babe"                                                             |
| 1985       | T. J. Hooker                                      | Sonny Unger                                | Episodi: "Love Story"                                                                   |
| 1987       | Houston Knights                                   | Virgilio                                   | Episodi: "Scarecrow"                                                                    |
| 1987       | CBS Summer Playhouse                              | Mic                                        | Episodi: "Kung Fu: The Next Generation"                                                 |
| 1987       | Hotel                                             | Brian                                      | Episodi: "All the King's Horses"                                                        |
| 1987       | Ohara                                             | Kramer                                     | Episodi: "Artful Dodgers"                                                               |
| 1987       | Downpayment on Murder                             | Martin                                     | Film TV                                                                                 |
| 1988       | Hooperman                                         | Scott Kapus                                | Episodi: "Chariots of Fire"                                                             |
| 1988       | C.A.T. Squad: Python Wolf                         | Paul Kiley                                 | Film TV                                                                                 |
| 1988       | Badlands 2005                                     | Rex                                        | Pilot                                                                                   |
| 1987, 1989 | Miami Vice                                        | Ramon Pedroza, District Attorney           | 2 Episodis                                                                              |
| 1989       | Guts and Glory: The Rise and Fall of Oliver North | Scott Toney                                | Film TV                                                                                 |
| 1989       | Shannon's Deal                                    | Todd Spurrier                              | Film TV                                                                                 |
| 1990       | Drug Wars: The Camarena Story                     | Tony Riva                                  | 3 Episodis                                                                              |
| 1990–91    | Twin Peaks                                        | FBI Agent Albert Rosenfield                | 8 Episodis                                                                              |
| 1990–91    | Shannon's Deal                                    | D.A. Todd Spurrier                         | 9 Episodis                                                                              |
| 1991       | Murder in High Places                             | Wilhoite                                   | Film TV                                                                                 |
| 1990–91    | Broken Badges                                     | Beau Jack Bowman                           | 7 Episodis                                                                              |
| 1990–94    | Tales from the Crypt                              | Gary, Hitman, Mitch Bruckner               | 3 Episodis                                                                              |
| 1992       | On the Air                                        | Bud Budwaller                              | 7 Episodi                                                                               |
| 1992       | In the Shadow of a Killer                         | District Attorney Steven Walzer            | Film TV                                                                                 |
| 1992       | Cruel Doubt                                       | Lewis Young                                | 2 Episodis                                                                              |
| 1993       | Scam                                              | Barry Landers                              | Film TV                                                                                 |
| 1994       | Biography                                         | Narrator                                   | Veu, Episodi: "Bruce Lee: The Immortal Dragon"                                          |
| 1994       | Royce                                             | Gribbon                                    | Film TV                                                                                 |
| 1994       | The Stand                                         | Lloyd Henreid                              | 4 Episodis                                                                              |
| 1994       | Incident at Deception Ridge                       | Ray Hayes                                  | Film TV                                                                                 |
| 1994       | ER                                                | Mr. Parker                                 | Episodi: "24 Hours"; uncredited                                                         |
| 1994       | Jack Reed: A Search for Justice                   | Win Carter                                 | Film TV                                                                                 |
| 1994       | A Promise Kept: The Oksana Baiul Story            | Stanislav                                  | Film TV                                                                                 |
| 1995       | The Return of Hunter: Everyone Walks in L.A.      | Jack Valko                                 | Film TV                                                                                 |
| 1995       | In the Line of Duty: Hunt for Justice             | Thomas Manning                             | Film TV                                                                                 |
| 1995       | Fallen Angels                                     | Prologue Narrator, Abbazzia                | 6 Episodis                                                                              |
| 1996       | Project ALF                                       | Dexter Moyers                              | Film TV                                                                                 |
| 1997       | Justice League of America                         | Dr. Eno / Weather Man                      | Pilot                                                                                   |
| 1997–99    | Superman: The Animated Series                     | Aquaman, De'Cine, Weather Wizard           | Veu, 3 Episodis                                                                         |
| 1997       | The Shining                                       | Mark James Torrance                        | Veu, Episodi: "#1.2"; uncredited                                                        |
| 1998       | Brave New World                                   | Director of Hatcheries and Conditioning    | Film TV                                                                                 |
| 1998       | Men in Black: The Series                          | Dr. Lupo                                   | Veu, Episodi: "The Take No Prisoners Syndrome"                                          |
| 1998       | Hercules                                          | Antaeus                                    | Veu, Episodi: "Hercules and the Hostage Crisis"                                         |
| 1998–99    | LateLine                                          | Victor 'Vic' Karp                          | 17 Episodis                                                                             |
| 1999       | Will & Grace                                      | Nathan Berry                               | Episodi: "Saving Grace"                                                                 |
| 2000       | 3rd Rock from the Sun                             | Jack                                       | Episodi: "Youth Is Wasted on the Dick"                                                  |
| 2001       | Matisse & Picasso: A Gentle Rivalry               | Pablo Picasso                              | Veu, curt televisió                                                                     |
| 2001–07    | Crossing Jordan                                   | Dr. Garret Macy                            | 117 Episodis                                                                            |
| 2002       | Shadow Realm                                      | Dr. Daniel Critchley                       | Film TV                                                                                 |
| 2002       | Night Visions                                     | Dr. Dan Critchley                          | Episodi: "Patterns"                                                                     |
| 2002       | Sightings: Heartland Ghost                        | Allen                                      | Film TV                                                                                 |
| 2003       | L.A. County 187                                   | Sgt. Walter Drazin                         | Film TV                                                                                 |
| 2003–2004  | Jackie Chan Adventures                            | Tarakudo/Shadowkhan King                   | Veu, 8 Episodis                                                                         |
| 2006       | Robot Chicken                                     | Danny Ocean, Basher Tarr                   | Veu, Episodi: "1987"                                                                    |
| 2007       | American Dad!                                     | Agent Hopkins                              | Veu, Episodi: "American Dream Factory"                                                  |
| 2007       | El Tigre: The Adventures of Manny Rivera          | El Tigre I                                 | Veu, Episodi: "The Grave Escape"                                                        |
| 2007       | Bionic Woman                                      | Jonas Bledsoe                              | 9 Episodis                                                                              |
| 2007       | The Batman                                        | Sinestro                                   | Veu, Episodi: "Ring Toss"                                                               |
| 2008       | Medium                                            | Joey, Teddy Carmichael                     | Episodi: "Being Joey Carmichael"                                                        |
| 2008       | Law &amp; Order: Criminal Intent                  | Gus Kovak                                  | Episodi: "Ten Count"                                                                    |
| 2009       | CSI: Crime Scene Investigation                    | Defense Attorney Whitten                   | Episodi: "Miscarriage of Justice"                                                       |
| 2009       | The Spectacular Spider-Man                        | Silvio Manfredi / Silvermane               | Veu, 2 Episodis                                                                         |
| 2009       | Kings                                             | General Mallick                            | Episodi: "Prosperity"                                                                   |
| 2009       | Lie to Me                                         | FBI ASAC Bill Steele                       | Episodi: "Tractor Man"                                                                  |
| 2010       | Psych                                             | Fred Collins Boyd                          | Episodi: "Think Tank"                                                                   |
| 2010       | Edgar Floats                                      | Bob                                        | Pilot                                                                                   |
| 2011       | Ben 10: Ultimate Alien                            | Magister Hulka                             | Veu, Episodi: "Basic Training"                                                          |
| 2011       | ThunderCats                                       | Duelist                                    | Veu, Episodi: "The Duelist and the Drifter"                                             |
| 2011       | The Protector                                     | Lieutenant Felix Valdez                    | 13 Episodis                                                                             |
| 2011       | Desperate Housewives                              | Andre Zeller                               | 5 Episodis                                                                              |
| 2012       | Applebaum                                         | Detective Pepper Ferrer                    | Pilot                                                                                   |
| 2010–13    | Young Justice                                     | Vandal Savage                              | Veu, 11 Episodis                                                                        |
| 2011–14    | Adventure Time                                    | Death, Grod, Skeleton #2                   | Veu, 4 Episodis                                                                         |
| 2012–17    | NCIS: Los Angeles                                 | NCIS Assistant Director Owen Granger       | 115 Episodis                                                                            |
| 2017       | Twin Peaks                                        | Albert Rosenfield                          | 11 Episodis Obra Pòstuma Nominat – Saturn Award for Best Supporting Actor on Television |
| 2017–18    | Stretch Armstrong and the Flex Fighters           | Stretch Monster, Helicopter Pilot          | Veu, 10 Episodis; posthumous release                                                    |

### Videojocs
| Curs | Títol                                                | Rol           | Notes |
| ---- | ---------------------------------------------------- | ------------- | ----- |
| 1998 | Llibre de contes animats de Disney: Mulan            | Shan Yu       |       |
| 2004 | Halo 2                                               | Líder heretge |       |
| 2013 | Hora d'aventura: explora el calabós perquè no ho sé! | Mort          |       |

### Vídeo musical
| Any  | Títol           | Artista             |
| ---- | --------------- | ------------------- |
| 1986 | "cara de pizza" | Barnes &amp; Barnes |
| 1995 | " Recordaré "   | Toto                |